# 三遊亭小笑
三遊亭 小笑（さんゆうてい こしょう、1980年6月25日 - ）は、落語芸術協会所属の落語家。出囃子は『因州因幡』。本名：柿元 力。

## 来歴
鹿児島県鹿屋市出身。同じ成金メンバーである瀧川鯉八とは、中学時代の同級生である。神田伯山の新作講談「グレーゾーン」には、主人公吉田誠（鯉八の本名）の友人として柿元力（小笑の本名）が登場する。
2007年、三遊亭笑遊に入門。前座名は小笑。
2011年、二ツ目昇進。
2021年5月上席より春風亭昇々、春風亭昇吉、笑福亭羽光と共に真打昇進。披露パーティーは3月に開催されたが、5月1日からの寄席での披露は、三度目の緊急事態宣言を受け寄席が休業したことを受け、6月11日からに延期となった。

## 人物
独特の喉をつぶしたような発声と、不思議な間が特徴の落語家。演じるネタは主に古典である。
落語芸術協会の二ツ目で結成されたユニット「成金」に属している。
前座時代は半年間内弟子をしていた。一番辛かったことは男としての朝の生理現象が静まるまで時間を要するが、師匠に『来い』と言われ行かなければいけないとき必死に隠しながら行ったこと。その後、内弟子を解消し滝川鯉八の四畳半の部屋に居候する。
ある師匠から小言と説教をされた。笑遊師匠に言われたとおり「ハイ、スミマセン」と返事をしていると、記憶がスーッと途切れ途切れになっていった。何度かのやりとりに全部「ハイ、スミマセン」と返事をすると、その師匠が席を立った。小言が終わったと安堵していると、近くにいた後輩の前座が血相を変えて近くに来た。「兄さん、何で『ハイ』って返事をしたんですか」。その師匠が怒りのあまり「お前、俺のことをなめてんのか!」と言った瞬間に小笑は元気よく「ハイ!スミマセン」と答えていた。
二ツ目時代に柳亭小痴楽と飲んでいる際に泥酔した小痴楽に眼鏡のフレームを割られてしまう。酔いが覚めた後で小痴楽が謝罪して弁償金を渡したものの翌日新たな眼鏡を着用した小笑を見た小痴楽は「え?もう新調したのか?」と尋ねた。すると小笑が「嫁の眼鏡を使いまわしている」と返し、さらに「弁償金を別のことに使った」と言い放ち小痴楽を呆れさせた。

## 芸歴
- 2007年 - 三遊亭笑遊に入門、「小笑」を名乗る。
- 2011年 - 二ツ目昇進。
- 2021年5月 - 真打昇進。